# Mitani
Mitani (hetitski klinopis Mi-ta-an-ni) ali Hanigalbat (hetitski klinopis Ḫa-ni-gal-bat) v asirskih besedilih ali Naharin v egipčanskih besedilih je bila od leta 1500-1300 pr. n. št. huritsko govoreča država v severni Siriji in jugovzhodni Mali Aziji. Regionalna sila je postala po hetitskem uničenju amoritske Babilonije in vrsti neučinkovitih asirskih kraljev, ki so v Mezopotamiji ustvarili vakuum oblasti. 	
Na začetku je bil glavni tekmec Mitanov Egipt pod Tutmozidi. Po vzponu Hetitskega imperija so se Mitani povezali z Egiptom v prepričanju, da bodo tako laže zaščitili skupne interese pred hetitsko dominacijo. Mitani so na višku svoje moči v 14. stoletju pr. n. št. svoje predstraže osredotočili okoli svoje prestolnice Vašukani, ki je bila po odkritjih arheologov ob izvirih reke Habur. Mitanska dinastija je vladala v severnem porečju Evfrata in Tigrisa od okoli 1475 do okoli 1275 pr. n. št. in nato podlegla hetitskim in kasneje asirskim napadom. Njen položaj je padel na položaj province Srednjega asirskega cesarstva.
Mitanski kralji so bili indoiranskega porekla, vendar so uporabljali huritski jezik lokalnega prebivalstva, ki ni bil indoiranski. Mitansko vplivno območje je opazno v hurskih krajevnih in osebnih imenih po celi Siriji in  Levantu in posebnem tipu lončenine.

## Geografija
Kraljestvo Mitani je nadziralo trgovske poti ob reki Habur do Marija in od tam po Evfratu navzgor do Karkemiša. Nekaj časa je nadziralo tudi asirsko ozemlje ob gornjem Tigrisu in njegovih izvirih z Ninivami, Arbilom, Ašurjem in Nuzijem. Med njihovimi zavezniki je bilo kraljestvo Kizuvatna v jugovzhodni Anatoliji, Mukiš, ki se je raztezal od Ugarita do Katne zahodno od Oronta do Sredozemskega morja, in kraljestvo Nija, ki je obvladovalo vzhodno obalo Oronta vladalo od Alalaha preko Alepa, Eble in Hame do Katne in Kadeša. Na vzhodu je imel Mitani dobre odnose s Kasiti. Ozemlje Mitanija v severni Siriji se je raztezalo od gorovja Taurus na zahodu do Nuzija, sodobnega Kirkuka, in reke Tigris na vzhodu. Na jugu je segalo do Alepa do Marija na Evfratu na vzhodu. Središče kraljestvo je bilo porečje Haburja z dvema prestolnicama: Taite in Vašukani v asirskih virih omenjenima kot Taidu in Uššukana. Na celem ozemlju je bilo mogoče poljedelstvo brez umetnega namakanja. Mitanci so gojili govedo, ovce in koze. Podnebje je bilo podobno kot v Siriji. Prebivalci Mitanija so bili domorodni Huriti in Amoriti (Amurru).

## Ime
Kraljestvo Mitani se v egipčanskih virih omenja kot Marjannu, Nahrin ali Mitani, v hetitskih kot Hurri in v asirskih kot Hanigalbat. Zgleda, da se različna imena nanašajo na isto kraljestvo in so po mnenju Michaela C. Astourja med seboj zamenljiva. Hetitski letopisi omenjajo ljudstvo Huri (Ḫu-ur-ri), naseljeno v severovzhodni Siriji. Hetitski fragment, verjetno iz obdobja Muršilija I., omenja kralja Huritov. Asirsko-akadska različica besedila Hurri imenuje Hanigalbat. Tušrata, ki je sebe v akadščini napisanih Amarnskih pismih naslavljal z »mitanski kralj«, je svoje kraljestvo imenoval Hanigalbat.
Egipčanski viri kraljestvo imenujejo "nhrn", kar se običajno izgovarja Naharin ali Naharina. Ime izhaja iz asirske besede, ki pomeni  »reka«, na primer Aram-Naharaim. Ime Mitani se je prvič pojavilo v spominih iz sirskih vojn (okoli 1480 pr. n. št.) uradnega astronoma in izdelovalca ur Amenemheta, ki se je vrnil iz »tuje dežele, imenovane Me-ta-ni« med vladavino Tutmoza I. Pohod v Naharino, ki ga je napovedal faraon Tutmoz I., se je zgodil morda že davno pred tem med vladavino Amenhotepa I. Helck je prepričan, da gre za pohod, ki ga je omenil Amenhotep II.

## Prebivalci
Etničnost Mitancev je težko določiti. Razprava mojstra Kikulija, strokovnjaka za usposabljanje vlečnih konj za bojne vozove, vsebuje številne indoarijske razlage. Annelies Kammenhuber je domnevala, da ta besednjak izhaja iz še nerazvejanega indoiranskega jezika. Mayrhofer je leta 1974 dokazal, da so v besedilu prisotne tudi značilne indoevropske oblike.
Imena mitanskih aristokratov pogosto niso indoarijskega porekla, imena božanstev pa imajo pogosto indoarijske korene (Mitra, Varuna, Indra, Nasatja), čeprav nekateri menijo, da so bolj neposredno povezana s kasitskimi. Pogovorni jezik preprostega prebivalstva je bila huritščina, ki ni niti indoevropska niti semitska.  Huritščina je bila sorodna urartščini, ki so jo govorili v Urartuju. Oba jezika spadata v huro-uratsko družino jezikov. Iz do zdaj zbranih podatkov je mogoče zaključiti samo to in nič več. Odlomek v huritščini v Amarnskih pismih, sicer napisanih v akadščini, ki je bila lingua franca tistega časa, kaže, da je kraljeva družina Mitanija takrat govorila tudi huritsko.
Huritska osebna imena so dokazana na obširnih predelih Sirije in severnega Levanta, ki je bil zagotovo izven politične entitete, v Asiriji znane kot Hanilgalbat. Nobenega znaka ni, da so te osebe po politični dolžnosti pripadale Mitanskemu kraljestvu. Nekateri avtorji so zanje uporabljali nemški izraz Auslandshurriter – huritski izseljenci. V 14. stoletju pr. n. št. so v mnogo mestnih državah v severni Siriji in Kanaanu vladale osebe s hurijskimi in indoiranskimi imeni. Če je to pomenilo, da so bili tudi prebivalce teh mest Huriti, je mogoče, da so bile te entitete del večje politične tvorbe s huritsko identiteto. To domnevo se pogosto omenja, vendar brez kakršne koli kritične raziskave primarnih virov. Razlike v narečjih in panteonih (Hepat/Šavuška, Šaruma/Tila itd.) kažejo, da je bilo več skupin huritskih govorcev.

## Zgodovina
Do zdaj ni bil odkrit noben domač vir za zgodovino Mitanija. Vse poznavanje temelji predvsem na asirskih, hetitskih in egipčanskih virih in napisih v Siriji. Sočasnosti vladarjev različnih držav in mest pogosto ni mogoče ugotoviti, absolutno datiranje pa je še težje. Opredelitev in zgodovino Mitanija otežuje tudi pomanjkljivo razločevanje med jezikovnimi, etničnimi in političnimi skupinami.

### Povzetek
Domneva se, da so se vojskujoča se huritska plemena in mestne države začele združevati pod eno dinastijo po propadu Babilona zaradi plenjenja Muršilija I. in invazije Kasitov. Hetitska zasedba Alepa v Jamhadu, šibki asirski kralji, ki so nasledili Puzur-Ašurja III., in notranji spori v Hetitskem kraljestvu so v gornji Mezopotamiji ustvarili vakuum oblasti, ki je omogočila ustanovitve Mitanskega kraljestva.
Mitanski kralj Baratarna je razširil kraljestvo proti zahodu do Halaba (Alep) in iz kanaanskega kralja Idrimija Alalaškega naredil svojega vazala. Na zahodu je Mitaniju priseglo zvestobo kraljestvo Kizzuvatna, na vzhodu pa je do sredine 15. stoletja pr. n. št. mitanski vazal postal tudi večji del Asirije. Pod kraljem Šauštatarjem se je država okrepila in želela, da Hetiti ostanejo znotraj svoje države, zato sta bili kraljestvi Kizzuvatna na zahodu in Išuva na severu dobrodošli zaveznici proti njihovi grožnji.
Po nekaj uspešnih spopadih s faraoni za oblast v Siriji sta državi sklenili zavezništvo. Med vladavino Šuttarne I. v zgodnjem 14. stoletju pr. n. št. so bili odnosi z Egiptom zelo prijateljski in kralj je poslal svojo hčerko Gilu-Hepo v Egipt za ženo Amenhotepu III. Mitani je v tem času dosegel višek svoje moči.
Med vladavino Eriba-Adada I. (vladal 1390-1366 pr. n. št.) je mitanski vpliv v Asiriji začel pojemati. Eriba-Adad I. se je zapletel v dinastične borbe s Tušratto in njegovim bratom Artatamo II. Po teh dogodkih se je njegov sin Šuttarna II. proglasil za kralja Huritov in iskal podporo Asircev. Na mitanskem dvoru se je pojavila prohuritsko-asirska struja. Eriba-Adad I. je moral opustiti svoja vmešavanja v dogajanja v Asiriji, obratno pa se je vpliv Asirije na dogajanja v Mitaniju okrepil. Asirski kralj Ašur-ubalit I. (vladal 1365-1330 pr. n. št.) je v 14. stoletju pr. n. št. napadal Šuttarno in mitansko ozemlje priključil k svojemu, s čimer je Asirija podvojila svojo velikost.
Po Šuttarnovi smrti se je v Mitaniju začela vojna za nasledstvo. Prestol je nazadnje zasedel njegov sin Tušratta, kraljestvo pa je bilo znatno oslabljeno. Grožnje Hetitov in Asircev so se ponovno okrepile. Istočasno so se diplomatski stiki z Egiptom ohladili, ker so se Egipčani bali rastoče moči Hetitov in Asircev. Hetitski kralj Šupiluliuma I. je napadal mitanske vazalne države v severni Siriji in njihove vladarje zamenjal s svojimi.
V prestolnici Vašukani so ponovno izbruhnili nemiri, ker so Hetiti in Asirci podprli različna kandidata za mitanski prestol. V poznem 14. stoletju pr. n. št. so prestolnico zasedli Hetiti in na prestol kot svojega vazalnega kralja posadili Tušrattovega sina Šattivazo. Ozemlje Mitanija se je skrčilo na dolino reke Habur. Asirci niso opustili svojih zahtev po Mitaniju in v poznem 13. stoletju pr. n. št. ga je kralj Šalmaneser I. priključil k svojemu kraljestvu.

### Zgodnje kraljestvo
Huriti so na severnem robu Mezopotamije vzhodno od Tigrisa in v dolini reke Habur živeli že v akadskem obdobju. Skupina, iz katere so nastali Mitanci, se je pred 17. stoletjem pr. n. št. postopoma preselila na jug v Mezopotamijo.
Huriti so bili omenjeni v zasebnih zapisih iz Nuzija, Ugaritu in hetitskih arhivih v Hatuši (Boğazkale). Klinopisna besedila iz Marija omenjajo vladarje mestnih držav v gornji Mezopotamiji z amoritskimi (amurru) in huritskimi imeni. Vladarji s huritskimi imeni so dokazani tudi v Uršumu in Haššumu in tablicah iz Alalaha ob izlivu reke Oront. Na slednjih ni dokazov za invazijo s severovzhoda. Na splošno ti onomastični viri veljajo kot dokaz za huritsko ekspanzijo proti jugu in zahodu.
Hetitski fragment, morda iz obdobja Muršilija I., omenja »kralja Huritov«  (LUGAL ERÍN.MEŠ Hurri). Ta terminologija se je kasneje v enem od pisem v amarnskih arhivih uporabila za mitanskega kralja Tušratto. Običajen naziv mitanskih kraljev je bil »kralj Huritov« brez determinativa KUR, ki je pomenil državo.
Na splošno velja, da so se huritska plemena začela združevati pod eno dinastijo po propadu Babilona zaradi hetitskega plenjenja pod Muršilijem I. in invaziji Kasitov. Hetitska zasedba Alepa, šibki srednjeasirski kralji in notranji spori v hetitski državi so ustvarili vakuum oblasti v gornji Mezopotamiji, ki je ustvarila pogoje za ustanovitev kraljestva Mitani. Legendarni ustanovitelj Mitanske dinastije je bil kralj Kirta, ki mu je sledil kralj Šuttarna I. O obeh zgodnjih kraljih ni znanega ničesar.

### Baratarna/Parša(ta)tar
Baratarna je znan s klinopisne tablice iz Nuzija in napisa Idrimija Alalaškega. Egipčanski viri ga ne omenjajo. To, da se je v 15. stoletju pr. n. št. vojskoval s Tutmozom III., je zgolj domneva. Sporno je tudi to, ali je Paršatatar z napisa v Nuziju ista oseba kot Baratarna ali je morda nek drug kralj. Egipčani pod poveljstvom Tutmoza III. so prečili Evfrat in vdrli v jedro Mitanija. 16. aprila 1457 pr. n. št. so se pri Megidu spopadli z združeno vojsko 330 mitanskih knezov in plemenskih poglavarjev pod poveljstvom vladarja Kadeša. V bitki so sodelovali tudi vojaki iz Mitanija. Ali je bila njihova udeležba predmet nekega sporazuma ali zgolj spontana reakcija na egipčansko grožnjo, ni znano. Zmaga v bitki je Egipčanom odprla pot proti severu.
Tutmoz III. je ponovno vdrl v Mitani v 33. letu svoje vladavine. Egipčanska vojska je pri Karkemišu prečila Evfrat in dosegla mesto Erin, morda sodobni Irin 20 km severozahodno od Alepa. Vojska je nato odplula navzdol po Evfratu do Emarja (Meskene) in se preko Mitanija vrnila domov. Pohod je bil impresiven dogodek, vendar ni vodil do stalne osvojitve ozemlja. Egipčani so osvojili samo ozemlje ob srednjem toku Oronta in Fenicijo.
Zmaga nad Mitanci, ki je dokumentirana v zapisih o egipčanskih vojnih pohodih v Nuhašše (srednji del Sirije), ni prinesla stalne osvojitve ozemlja. Baratarna ali njegov sin Šauštatar  sta obvladovala ozemlje severnega Mitanija do Nuhašše in obalna področja od Kizuvatne do Alalaha v kraljestvu Mukiš ob izlivu Oronta. Ko se je Idrimi Alalaški vrnil iz egipčanskega ujetništva, se je na prestol lahko vrnil samo z Baratarnovim soglasjem. Dobil je oblast v Mukišu in Amauju, medtem ko je Alep ostal v mitanski posesti.

### Šauštatar
Kralj Šauštatar je v 15. stoletju pr. n. št. med vladanjem kralja Nur-ilija oplenil asirsko prestolnico Ašur  in v Vašukani odpeljal srebrna in zlata vrata kraljeve palače. Podatek je znan iz kasnejšega hetitskega dokumenta, mirovnega sporazuma med Šupiluliumo in Šativazo. Po opustošenju Ašurja je Asirija verjetno plačevala davek Mitaniju vse do Eriba-Adada I. (vladal 1390-1366 pr. n. št.). O tem ni v Seznamu asirskih kraljev nobenega zapisa, zato je mogoče, da so v Ašurju vladali domači asirski vladarji, ki so bili samo občasno vazali Šaušatarjeve vladarske hiše. V tem času sta bila v Ašurju zgrajena Sinov  in Šamašev tempelj.
Zgleda, da so bile med Šaušatarjevo vladavino k Mitaniju priključene tudi države Alep na zahodu in Nuzi in Arrapha na vzhodu. V Arraphi so arheologi odkrili palačo kronskega princa - guvernerja in hišo Šilve-Tešupa, v kateri so odkrili Šaušatarjevo pismo s pečatom, na katerem so upodobljeni levi in druge živali in krilato sonce. Slog s številnimi živalmi, razporejenimi po celem razpoložljivem prostoru, je tipično huritski. Drug pečat, ki je sicer pripadal Šuttarni I., vendar ga je uporabljal Šaušatar, so odkrili v Alalahu. Slednji je bil izdelan v bolj tradicionalnem asirsko-akadskem slogu.
Vojaška superiornost Mitanija je verjetno temeljila na dvokolesnih bojnih vozovih, ki so jih vozili Marjanujci. V arhivih v Hatuši so odkrili besedilo, ki ga je napisal nek Kikuli Mitanec, in govori o šolanju konj za vleko bojnih voz. Trditev, da so bojne vozove v Mezopotamiji vpeljali zgodnji Mitanci, je bolj kot ne samo domneva. 
Zgleda, da so med vladanjem faraona Amenhotepa II. Mitanci ponovno dobili vpliv na porečje srednjega Oronta, ki ga je osvojil Tutmoz III. Amenhotep II. se je leta 1425 pr. n. št. v Siriji vojskoval verjetno tudi z Mitanci, vendar ni prodrl do Evfrata.

### Artatama I. in Šuttarna II.
Egipt in Mitani sta po sklenitvi mirovnega sporazuma postala zaveznika. Šuttarna II. je bil celo na sprejemu na egipčanskem dvoru. Vladarja sta tam izmenjala prijateljska pisma in se razkošno obdarila. Mitani je zanimalo predvsem egipčansko zlato. Zavezništvo je doseglo višek z dinastičnimi porokami: hčerka Artatame I. se je poročila s Tutmozom IV., hčerka Šuttarne II. pa z Amenhotepom III., ki je vladal na začetku 14. stoletja pr. n. št. Kasneje se je v Egipt poročila tudi Tušratova hčerka Taduhipa. 
Ko je Amenhotep III. zbolel, mu je mitanski kralj poslal kip ninivske boginje Šauške (Ištar), ki je slovel po tem, da zdravi bolezni. Bolj ali manj stabilna meja med Egiptom in Mitanijem je bila domnevno blizu Katne na reki Oront. Ugarit je bil na egipčanskem ozemlju. 
Vzrok, da je Mitani sklenil zavezništvo z Egiptom, so bile morda težave s Hetiti. Hetitski kralj Tudhalija I. je stalno napadal Kizuvatno, Arzavo, Išuvo in Alep in morda tudi Mitani. Kizuvatna je morda prav v tem času prišla pod hetitsko oblast.

### Artašumara in Tušratta
Šuttarno II. je nasledil sin Artašumara, ki ga je kmalu po prihodu na prestol umoril nek Ud-hi ali Uthi. Dogodki po umoru niso povsem jasni. Jasno je le, da je Uthi na prestol posadil zelo mladega umorjenčevega brata Šuttarno, da bi mu služil kot figura, vendar je Šuttarni uspelo odstaviti bratovega morilca. Trditev, da mu je pri tem pomagal egipčanski tast, je popolna špekulacija.
Egipčani so morda domnevali, da se obdobje močnega Mitanija končuje, zato je faraon Ehnaton  zaradi zavarovanja svoje severne meje začel sprejemati odposlance mitanskih nasprotnikov Hetitov in Asircev. Iz Amarnskih pisem je razvidno, da je Šuttarnova drzna zahteva, naj mu Ehnaton izroči zlati kip, povzročila veliko diplomatsko krizo.
Notranji nemiri so oslabili mitansko kontrolo nad njegovimi vazalskimi državami. Krizo je izkoristil amururski kralj Aziru in se začel skrivoma pogajati s hetitskim kraljem Šupiluliumo I. Šupiluliuma je k svojemu kraljestvu ponovno prikljućil Kizivatno in v tako imenovani prvi sirijski kampanji napadel dolino zahodnega Evfrata ter osvojil Amurru in Nuhašše v Mitaniju.
Šupiluliuma je kasneje sklenil sporazum s Tušrattovin tekmecem Artatamo II. O Artatamovem življenju pred temi dogodki ni nič znanega. Vprašanje je, ali je sploh bil iz kraljevske družine. Naslavljal se je kot kralj Huritov, medtem ko se je Tušrata naslavljal kot kralj Mitanija. Šupiluliuma je začel ropati po ozemlju zahodno od Evfrata in k svojemu kraljestvu priključil Libanonsko gorovje, čeprav je Tušrata grozil, da bo odšel na pohod preko Evfrata, če bo ukradeno eno samo jagnje ali otrok.
Med vladavino asirskega kralja Eriba-Adada I. (vladal 1390-1366 pr. n. št.) je oblast Mitanija nad Asirijo popolnoma oslabela. Eriba-Adad I. je postal dovolj močan, da se je vključil v dinastično bitko med Tušrato in njegovim bratom Artatamo II. in zatem z njegovim sinom Šuttarno II., ki se je imenoval za kralja Huritov in prosil za podporo Asircev. Na mitanskem dvoru se je pojavila prohuritsko-asirska frakcija, ki je sprostila pritisk Mitanija na Asirijo in omogočila Eriba-Adadu I., da se je začel vmešavati v mitanske zadeve.
Šupiluliuma je medtem poskušal osvojiti pokrajino Išuva ob gornjem Evfratu, ki se je odcepila med vladavino njegovega starega očeta Tudhalije II. Poskusi, da bi jo ponovno osvojili, so spodleteli. Med vladavino Šupilulumovega očeta Tudhalije III. se je mu uprlo več mest. Šupiluluma je trdil, da je upornike porazil, vendar so preživeli pobegnili na ozemlje Išuve, ki je bila takrat morda del Mitanija. Ti dogodki so bili dovolj dober izgovor za napad Hetitov.
Hetitska vojska je vdrla v Išuvo in begunce (ali dezerterje) vrnila pod hetitsko oblast. Šupiluliuma je ob tem izjavil: »Osvobodil sem dežele, ki sem jih osvojil. Vsi ljudje, ki sem jih osvobodil, so se vrnili k svojim ljudstvom, njihova ozemlja pa sem priključil k svojemu«.
Hetitska vojska se je nato obrnila proti Vašukaniju. Na poti je izropala vse, kar je bilo mogoče, in plen, ujetnike, živino, ovce in konje odpeljala domov. Tušratta naj bi pobegnil, osvojitev mitanske prestolnice pa je očitno spodletela. Pohod Hetitov je oslabil Mitansko kraljestvo, vendar ni ogrozil njegovega obstoja.
Na drugem vojnem pohodu so Hetiti ponovno vdrli preko Evfrata in osvojili Alep, Mukiš, Nijo, Arahati, Apino in Katno in nekaj drugih mest, katerih imena se niso ohranila. Med plenom iz Arahatija so bili tudi vozniki bojnih voz z vso opremo. Stalna praksa zmagovalcev je bila, da so sovražne vojake poskušali vključiti v svojo vojsko, zato zaplemba najmočnejšega mitanskega orožja, bojnih voz, morda kaže, da so Hetiti z njimi poskušali ustanoviti ali utrditi svoje enote bojnih voz.
Hetiti so na drugem pohodu osvojili »dežele od Libanonskega gorovja do oddaljenih bregov Evfrata«, vendar je omenjenih samo nekaj guvernerjev in vazalnih vladarjev osvojenih mest in kraljestev. Hetiti so očitno osvojili nekaj ozemlja v Siriji, stalne oblasti vzhodno od Evfrata pa jim najverjetneje ni uspelo vzpostaviti.

### Šattivaza/Kurtivaza
Eden od Tušrattovih sinov se je s svojimi pristaši zarotil proti svojemu očetu in ga umoril, da bi sam prišel na mitanski prestol, vendar ga je brat Šattivaza prisilil v beg. V nemirih, ki so sledili, so Asirci pod Ašur-ubalitom I. napadli Mitani in na prestol posadili pretendenta Artatamo II., kateremu je sledil sin Šuttarna. Šupiluliuma I. je trdil, da je bila »cela država Mitani v ruševinah, potem pa sta si jo razdelili Asirija in dežela Alši«. Njegova trditev je bila bolj želja kot resnica. Asirija je resnično priključila mitansko ozemlje, vendar je Mitani kot kraljestvo preživel. Šuttarna je vzdrževal dobre odnose z Asirijo in ji vrnil vrata palače v Ašurju, ki jih je zaplenil Šauštatar. Takšen plen je v bil v antični Mezopotamiji prestižen politični simbol. 
Pobegli Šattivaza je odšel morda najprej v Babilonijo, njegov beg pa se je končal na dvoru hetitskega kralja Šupiluliume I., kjer se je poročil z eno od njegovih hčera. S kraljem je sklenil mirovni sporazum, ki se je ohranil in je eden od glavnih primarnih virov iz tistega obdobja. Po sklenitvi sporazuma je Šupiluliumov sin Pijaššili s hetitsko vojsko vdrl v Mitani. Po podatkih iz hetitskih virov sta Pijaššili in Šattivaza pri Karkemišu prečila Evfrat in prodirala proti Irriduju na huritskem ozemlju. Z zahodnega brega sta poslala svoje glasnike in očitno pričakovala prijateljski sprejem, vendar je prebivalstvo ostalo zvesto svojemu novemu vladarju. Šuttarna je v Irridu poslal okrepitve in bojne vozove, vendar je izgubil bitko s Hetiti. Prebivalci Irriduja so bili prisiljeni zaprositi Hetite za mir.
Medtem je asirska vojska »na čelu z enim samim bojnim vozom« vkorakala v mitansko prestolnico Vašukani. Zgleda, da je Šuttarna zaradi hetitskega napada zaprosil za pomoč Asirce. Asirska vojska morda ni izpolnila njegovih pričakovanj ali pa se je premislil. Asirski vojski ni dovolil vstopiti v mesto, zato ga je začela oblegati. Dogodki, ki so sledili, so se obrnili proti njemu, ker je večina prebivalcev prestolnice očitno menila, da je hetitska oblast boljša od asirske. Meščani so Pijaššiliju in Šativazi poslali svoje predstavnike in mu javno pred mestnimi vrati Irriduja izročili svoje sporočilo. Pijaššili in Šativaza sta vkorakala v mitansko prestolnico, mesti Harran in Pakarripa pa sta se jima očitno vdali.
V Parrakipi, kjer so vojaki v opustošeni deželi gladovali, sta dobila sporočilo o asirskem napredovanju, ki ga nasprotnik ni izkoristil. Zaveznika sta napadla in zasledovala bežečo asirsko vojsko do Nilap-inija, vendar je nista uspela prisiliti k odločilni bitki. Airci so se pred premočno hetitsko vojsko umaknili domov.
Šativaza je postal mitanski kralj, vendar se je potem, ko je Šupiluliuma zasedel Karkemiš, njegov sin Pijaššili pa ozemlje zahodno od Evfrata, Mitansko kraljestvo skrčilo na dolini rek Kabur in Balik in postajalo vedno bolj odvisno od svojih zaveznikov v Hatarzu. Nekateri zgodovinarji o Mitaniju v tem obdobju govorijo kot o hetitski marionetni državi ali o tamponski državi proti močni Asiriji. 
Pod Ašur-ubalitom I. se je tudi Asirija začela vmešavati v mitanske zadeve. Asirci so zasedli in opustošili mitansko vazalno državo Nuzi vzhodno od Tigrisa. Po mnenju hetitologa Trevorja R. Brycea je bil Mitani za Hetite dokončno izgubljen med vladavino Muršilija III. Hetitskega, ki je izgubil vojno z Asirijo. Izguba je bila velik udarec za hetitski prestiž v antičnem svetu in je hkrati spodkopala tudi avtoriteto mladega kralja v njegovem kraljestvu.

### Šattuara
Kraljevi napisi asirskega kralja Adadnirarija I.  (vladal okoli 1307-1275 pr. n. št.) opisujejo, kako se je vazalni mitanski kralj Šattuara uprl in storil sovražna dejanja proti Asiriji. Povezava Šattuare z dinastijo Partatama ni jasna. Nekateri znanstveniki menijo, da je bil drugi sin Artatame II. in brat Šattivazovega rivala Šuttarne III. Adadnirari trdi, da je kralja Šattuaro ujel in pripeljal v Ašur, kjer mu je prisegel kot vazal. Nato mu je bilo dovoljeno, da se vrne v Mitani. Adad-nirariju je moral plačevati letni davek. To se je verjetno dogajalo med vladavino hetitskega kralja Muršilija II.

### Vasašatta
Šattuarov sin Vasašatta se je asirski premoči navkljub poskušal upreti. Iskal je pomoč Hetitov, ki so bili sami preobremenjeni z notranjimi spopadi, povezanimi morda s Hatušlijem III., ki je uzurpiral prestol in izgnal svojega načaka Urhi-Tešupa. Adadnirari I. Asirski na enem od svojih napisov veselo piše, da so Hetiti vzeli Vasašattov denar, vendar mu niso pomagali. 
Asirija je še naprej širila svoje ozemlje in osvojila mitanski prestolnici Taite in Vašukani in mesta Amasaku, Kahat. Šuru, Nabula, Hura in Šuduhu. Po osvojitvi Iriduja so mesto popolnoma porušili in ga posuki s soljo. Vasašattovo ženo in otroke so skupaj z bogatim plenom in drugimi ujetniki odpeljali v Ašur. Ker Vasašatta ni omenjen, je verjetno pobegnil. Nekateri znanstveniki domnevajo, da je postal kralj skrčenega Mitanskega kraljestva z imenom Šubrija.
Adadnirari I. je osvojil središče Mitanija med rekama Belih in Habur, ki je bilo pod hetitsko oblastjo, Evfrata pa, zgleda, ni prečil in Karkemiš je ostal del Hetitskega cesarstva. Adadnirari se je po osvojitvi Mitanija začel naslavljati z »veliki kralj« (sharru rabû).

### Šattuara II.
Med vladanjem Šalmaneserja I. (vladal 1270.-1240. leta) se je kralj Šattuara II., Vasašattov sin ali nečak, s pomočjo Hetitov in nomadskih Aramejcev okoli leta 1250 pr. n. št. uprl asirski nadoblasti. Njegova vojska je bila dobro pripravljena. Zasedla je vse gorske prelaze in vire vode, zato je asirska vojska na pohodu zelo trpela zaradi žeje. 
Šalmaneser je kljub temu premagal mitansko in hetitsko vojsko. Trdil je, da je pobil 14.000 mož, druge pa oslepil in odpeljal. Njegovo zmago omenjajo napisi na devetih utrjenih templjih. 180 huritskih mest je »pretvoril v kupe kršja« in »... kot ovce poklal vojski Hetitov in njihovih aramejskih zaveznikov...« Osvojil je mesta od Taiduja do Iriduja, ozemlje od gore Kašiar do Eluhata in od trdnjav Sudu in Haranu do Karkemiša na Evfratu. Drug napis omenja gradnjo templja, posvečenega asirskemu bogu Adadu/Hadadu v Kahatu, mitanskem mestu, ki ga je očitno tudi zasedel.

### Mitani kot asirska provinca Hanigalbat
Del prebivalcev so osvajalci izselili v Asirijo in jih imeli za poceni delovno silo. Upravni dokumenti omenjajo ječmen, dodeljen »ugrabljenim moškim«, torej izseljencem iz Mitanija. Asirski guverner mesta Nahur, Meli-Sah, je na primer prejel ječmen, ki ga je moral poslati izseljenim ljudem iz Šuduhuja »za seme, hrano za njihove vole in zanje same«. Asirci so za obrambo pred Hetiti zgradili niz obmejnih utrdb na reki Balih. 
V Mitaniju je vladal asirski veliki vezir Ili-pada, član kraljeve družine z naslovom kralj (sharu) Hanigalbata. Nastanjen je bil v novozgrajenem upravnem središču Tel Sabi Abiad, ki ga je upravljal asirski upravnik Tammitte. Asirci niso imeli nadzora samo nad vojsko in politiko, temveč tudi nad trgovino. V Šalmaneserjevem času se ni v mitanski upravi pojavilo nobeno huritsko ali mitansko ime. 
Pod asirskim kraljem Tukulti-Ninurto I. (vladal okoli 1243-1207 pr. n. št.) se je ponovil val deportacij iz Mitanija v Ašur, ki je bil verjetno povezan z gradnjo nove kraljeve palače. Kraljevi napisi omenjajo napad hetitskega kralja na Mitani, upore in podporo, vsaj domorodnega prebivalstva, hetitskim napadalcem. Mitanska mesta so verjetno ponovno doživljala plenjenje. Opustošenje so potrdila številna izkopavanja, ki pa jih ni mogoče natančno datirati. V obdoju med letoma 1200 in 1150 pr. n. št. je bilo opustošeno tudi mitansko upravno središče Tel Sabi Abiad. 
Med vladavino Ašurnirarija III. (okoli leta 1200, na začetku zatona bronaste dobe) so Hetitsko krajestvo, oslabljeno zaradi vojn z Asirijo, napadli Frigijci in druga ljudstva ter uničili Hetitski imperij. Frigijci so začasno osvojili tudi del asirskega Hanigalbata, vendar so jih Asirci premagali in povrnili izgubljena ozemlja. Huriti so še vedno posedovali Kamtuhu in Paphu. V prehodnem obdobju v železno dobo so se v Mitaniju naselili Aramejci.

## Indoarijski superstrat
Nekateri teonimi, lastna imena in drugi mitanski izrazi imajo veliko podobnosti z indoarijskimi jeziki, kar kaže, da je indoarijska elita v času svoje ekspanzije prevzela oblast nad Huriti in oblikovala dinastijo, ki je vladala nekaj stoletij. V mirovnem sporazumu med Hetiti in Mitanijem se omenjajo božanstva Mitra, Varuna, Indra in Nasatja (Ašvins). Kikkukijev priročnik za šolanje konj vsebuje tehnične izraze kot so števniki aika (eka, ena), tera (tri, tri), panza (panča, pet), satta (sapta, sedem), na (nava, devet) in vartana (vartana, krog v konjski dirki). Številka aika - ena je še posebej pomembna, ker postavlja superstrat bliže indoarijskemu v ožjem smislu kot indoiranskemu ali zgodnjeiranskemu superstratu, ki imata za števnik ena na splošno izraz iava.
Za uspešen prodor indoarijske elite je bila najverjetneje odločilna uporaba udomačenih konjev in bojnih vozov. V diplomatski korespondenci med Egiptom in Mitanci je izpričan sloves Mitancev kot dobrih konjenikov po celotnem Bližnjem vzhodu. Hurijsko besedilo iz kraja Yorgan Tepe mdr. vsebuje indoarijske izraze za barve konjev: babru (babhru, rjav), parita (palita, siv) in pinkara (pingala, rdeč). Največji mitanski praznik se je praznoval na sončni obrat (vishuva), ki je skupen skoraj vsem staroveškim kulturam. Mitanski vojaki so se enako kot v sanskrtu imenovali marya. Plačilo za ujetega begunca se je imenovalo mišta-nnu (= miẓḍha,~ sanskrt mīḍha).
Sanskrtske interpretacije mitanskih kraljevih imen prevajajo Artašumara (artaššumara) v Arta-smara – on, ki misli na Arta/Rta, Biridašva (biridašṷa, biriiašṷa) v Prītāśva -  katerega konj je ljub, Prijamazda (priiamazda) v Priyamedha – katerega modrost je ljuba, Citrarata v Citraratha – katerega bojni voz se blešči, Indaruda/Endaruta v Indrota - s pomočjo Indre, Šattivaza (šattiṷaza) v Sātivāja  - zmagovalec na dirki, Šubandhu v Subandhu – ima dobre sorodnike, Tušratta (tṷišeratta, tušratta, itd.) v *tṷaiašaratha, vedsko Tvastr – katerega bojni voz je močan.

## Mitanski vladarji
(Kratka kronologija)
| Ime                      | Vladanje                                   | Komentar                                                                                                 |
| ------------------------ | ------------------------------------------ | --- |
| Kirta                    | okoli 1500 pr. n. št. (kratka kronologija) | |
| Šuttarna I.              |                                            | Kirtov sin.                                                                                              |
| Paršatatar ali Paratarna |                                            | Kirtov sin.                                                                                              |
| Šauštatar                |                                            | Sodobnik Idrimija Alalaškega, oplenil Ašur                                                               |
| Artatama I.              |                                            | Sklenil mirovni sporazum s faraonom Tutmozom IV., sodobnik faraona Amenhotepa II..                       |
| Šuttarna II.             |                                            | Hčerka poročena z Amenhotepom III. v 10. letu njegove vladavine.                                         |
| Artašumara               |                                            | Sin Šuttarne II., vladal malo časa.                                                                      |
| Tušratta                 | okoli 1350 pr. n. št. (kratka kronologija) | Sodobnik hetitskega kralja Šupiluliume I. in faraonov Amenhotepa III. in Amenhotepa IV., Amarnska pisma. |
| Artatama II.             |                                            | Mirovni sporazum s Šupiluliumo I., vladal istočasno s Tušrato.                                           |
| Šuttarna III.            |                                            | Sodobnik Šupiluliume I.                                                                                  |
| Šattivaza ali Kurtivaza  |                                            | Mitani postane vazal Hetitskega cesarstva.                                                               |
| Šattuara                 |                                            | Mitani postane vazal Asirije pod Adadnirarijem I.                                                        |
| Vasašatta                |                                            | Šatuarov sin.                                                                                            |
| Šattuara II.             |                                            | Zadnji mitanski kralj pred asirsko osvojitvijo.                                                          |

Vse datume je treba jemati previdno, ker temeljijo samo na primerjavi kronologij starih srednjevzhodnih ljudstev.

## Zapuščina
V nekaj stoletjih po padcu Vašukanija je Mitani postal povsem asirski. Namesto huritščine se je začela v celem Novoasirskem cesarstvu uporabljati aramejščina. Zdi se, da se je v novoustanovljeni državi Urartu na severu Mezopotamije in v Armenskem visokogorju ohranila urartščina, ki je bila tesno povezana s huritščino. Zemljepisno ime Hanigalbat za Mitani se je na napisih Adad-nirarija II. in Šalmaneserja III. ohranilo do 10. ali 9. stoletja pr. n. št.